# Ambrogio Ravasi
Ambrogio Ravasi IMC (Bellusco, 7 de fevereiro de 1929 - Nairóbi, Quênia, 30 de outubro de 2020) foi um clérigo religioso italiano e bispo católico romano de Marsabit, no Quênia.
Ambrogio Ravasi ingressou nos Missionários da Consolata no Istituto Missioni Consolata de Turim e, após a formação teológica, foi ordenado sacerdote em 9 de fevereiro de 1957 em Washington, EUA. Ele era ativo em sua ordem, a Congregação dos Missionários da Consolata, e tornou-se missionário no Quênia em 1971.
O Papa João Paulo II o nomeou Bispo de Marsabit em 19 de junho de 1981. O Arcebispo de Nairobi, cardeal Maurice Michael Otunga concedeu-lhe a ordenação episcopal em 18 de outubro do mesmo ano; Os co-consagradores foram César Gatimu, Bispo de Nyeri, e Ferdinando Maggioni, Bispo de Alexandria.
Em 25 de novembro de 2006, o Papa Bento XVI aceitou sua aposentadoria por idade.